# Creu de Puig-reig
La Creu de Puig-reig, coneguda antigament com a Creu de la Sala, és una creu de terme de pedra, situada a la plaça de la Creu, a la que dona nom, del municipi de Puig-reig (Berguedà). Està catalogada com a bé cultural d'interès nacional.

## Història
Aquesta creu probablement s'alçà quan els Templers van accedir al ple domini sobre el castell de Puig-reig i el rei Jaume I els hi va reconèixer els drets com a senyors jurisdiccionals del lloc, al 1213. Donava entrada al recinte casteller de Puig-reig, just davant del portal del mateix nom, portal de la Creu. Fou enderrocada el 14 de febrer de 1934 per un grup de persones, probablement membres de la CNT. Les restes de la creu es van dipositar al cementiri del poble i finalment van desaparèixer. El 1940 es reconstruí, amb la participació econòmica dels puig-reigencs i de la Caixa d’Estalvis de Manresa, essent inaugurada el 13 d'octubre de 1940, al mateix lloc que l'original.
Multitud d'actes de caràcter civil o religiós s'han dut a terme a redós de la creu: per la Festa Major, la processó del Corpus i altres. La plaça de la Creu és des de sempre el punt neuràlgic del poble, al costat del carrer Major, on hi havia el primer Ajuntament, era el lloc del mercat dominical, hi havia un bar de reconegut nom, el bar Sport, el reconegut Hostal de Cal Simon, i a l'altra banda de la carretera la Fonda de can Ti o Cal Ti. També s'hi instal·là la primera oficina de la Caixa d’Estalvis de Manresa.

## Descripció
La creu original era un excel·lent exemplar gòtic amb les figures de la Crucifixió i la Mare de Déu.
La reproducció té una base quadrada de 3,40 m de costat, sobre la que hi ha una piràmide truncada de 1,80 m d'alçada. El pilar és de secció quadrada, de 0,40 m de costat. Al capdamunt hi ha una còpia de la creu gòtica, amb forma de creu grega (amb els braços de la mateixa llargada). Els extrems presenten motius vegetals de fulls i flors. L'alçada total del monument és d'uns 8 m. El material de la base, de la piràmide i de la columna és gres de Puig-reig, una roca d'extrema duresa.